# Worms
Worms (keltsky: Borbetomagus, ve starověku latinsky: Civitas Vangonium, jidiš: Vermayze) je město na jihozápadě Německa ve spolkové zemi Porýní-Falc. Jde o jedno z nejstarších německých měst a jako jediné z nich je členem organizace Most Ancient European Towns. Rozloha města je asi 108,7 km² a žije zde přibližně 86 tisíc obyvatel.
Jméno města je keltského původu, výraz Borbetomagus znamená přibližně „osada na vodnatém území“. To později přešlo do latinského názvu Vormatia, který se používá od 6. století.

## Historie
Místo pro založení tohoto města si vybrali již Keltové a to především kvůli výjimečně teplému a suchému klimatu. Různá sídla zde byla ovšem již v době předhistorické, především významné jsou hroby z doby bronzové, tzv. Adlerbergkultur (Ernst Probst, 1996). V 5. století se zde usadil germánský kmen Burgundů a v 7. století se Worms stal sídlem biskupů, jejichž význam vzrostl v době karolínské, kdy získali významný vliv u královského dvora, neboť římský král Karel Veliký si Worms zvolil za své letní sídlo a zbudoval zde falc.
V letech 829–926 byl Worms sněmovním městem Východofranské říše a později jedním ze sněmovních měst Římské říše. Krypta wormské katedrály byla rodovým pohřebištěm předků císaře Konráda II. z rodu Sálských. Roku 1049 zde byl zvolen papež Lev IX., pravděpodobně nejvýznamnější německý papež středověku.
Roku 1096 se městem prohnalo křižácké vojsko, směřující do Svaté země, a uspořádalo pogrom na místní velkou židovskou komunitu, jejíž kamenná synagoga a rituální lázeň mikve byly budovány již od 11. století.
V roce 1122 byl ve městě uzavřen slavný wormský konkordát. Na konci 12. století udělil římský císař Friedrich Barbarossa Wormsu četná městská práva, čímž se Worms stal městem říšským. Od této doby až do 16. století probíhal mocenský zápas mezi měšťanstvem a biskupem.
Worms sehrál významnou roli v době německé protestantské reformace. Martin Luther zde na říšském sněmu v roce 1521 obhajoval svých 95 tezí reformace před císařem Karlem V. a kurfiřty.
Worms se stal evangelickým městem. Roku 1698 bylo město vyrabováno francouzskými vojsky Ludvíka XIV. a poté již nedosáhlo svého někdejšího významu, jaký mívalo ve středověku.
V letech 1792–1814 byl Worms anektován Francií a roku 1816 přičleněn k Hesensku-Darmstadtsku.
Na konci druhé světové války bylo během dvou spojeneckých náletů 21. února a 18. března 1945 zničeno 85 % budov ve městě. Náletu padla za oběť podstatná část slavné katedrály, která byla znovu postavena během 50. a 60. let 20. století. Vnitřní zařízení bylo během války zčásti uchráněno, zčásti zrekonstruováno.
V 90. letech 20. století byla rekonstruována také židovská čtvrť se synagogou a hřbitov.

### Současnost
Moderní Worms je městem vysokých škol a turismu, důležitý je říční přístav. Stejně jako většina ostatních měst v Porýní je Worms průmyslovým centrem, a to s tradicí především chemozpracující a metalurgickou, ve městě a okolí jsou ale i podniky dřevozpracující, strojírenské a optické. Dlouhou tradici zde má i vinařství, neboť vinohrady zde založili Římané před 2 000 lety. Místní slavná odrůda vína je Liebfrauenmilch, které bylo podle tradice vymačkáváno pouze z hroznů z vinic v okruhu chrámu Milostné Panny Marie (Liebfrauenkirche), jen kam dosáhl stín věže tohoto kostela.
42 % obyvatel je vyznání evangelického, 31 % jsou římští katolíci. V posledních volbách do městského zastupitelstva (2004) získala nejvíce křesel CDU (21) následovaná SPD (19), SPD má ovšem díky podpoře koaličních partnerů momentálně poněkud větší vliv a starostou je její člen Michael Kissel.

## Pamětihodnosti

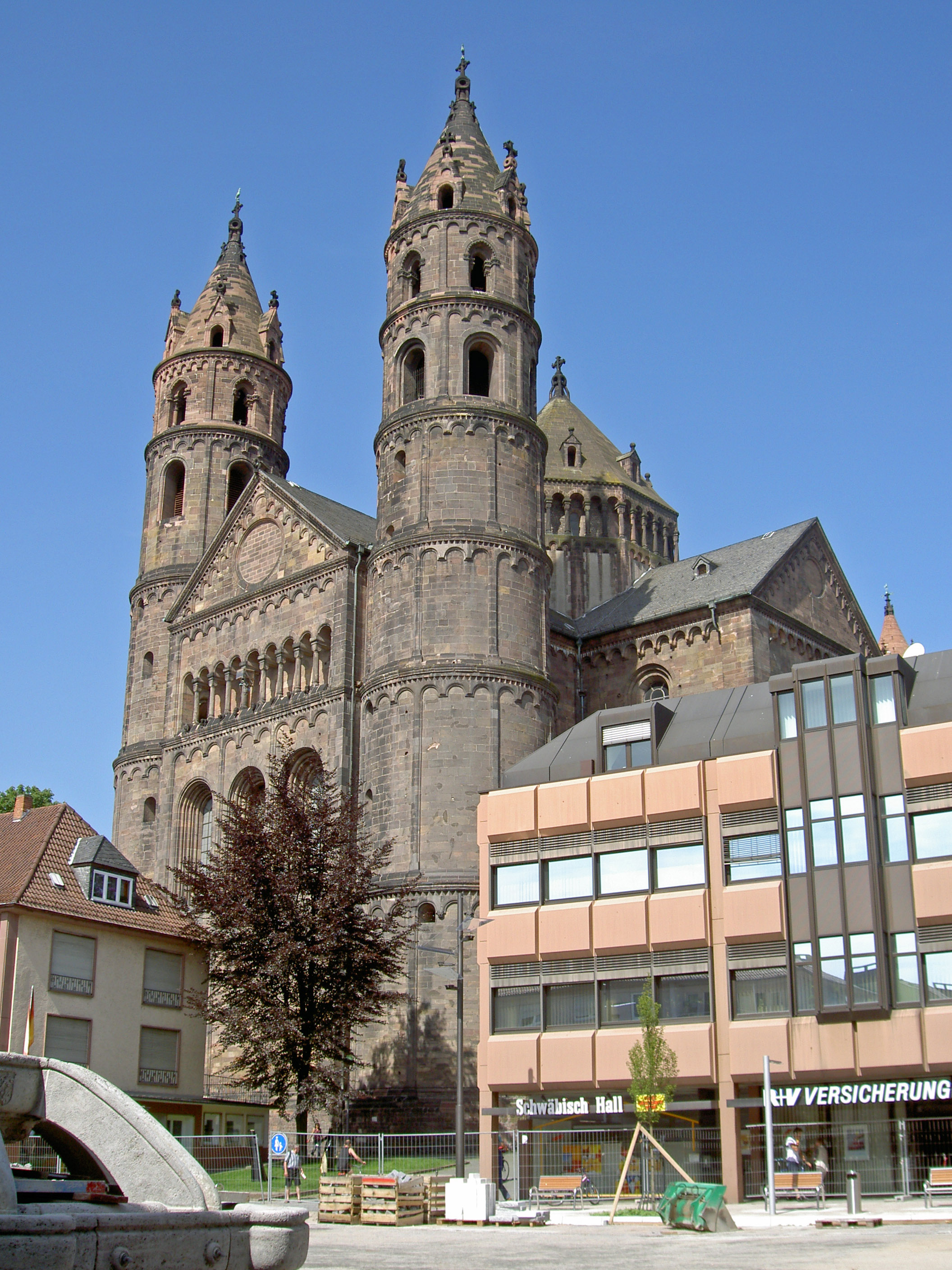
Katedrála svatého Petra ve Wormsu

- Katedrála svatého Petra, dvouchórová biskupská bazilika s pěti věžemi, postavená v románském slohu a dokončená v období gotiky. Jedna z nejvýznamnějších staveb německého středověku. V kryptě jsou hroby římských panovníků ze sálské dynastie a jejich manželek.
Vně při severní zdi se každoročně koná divadelní festival zobrazující scény z Písně Nibelungů, tzv. Nibelungen-Festspiele.
- Kostel sv. Pavla s klášterem dominikánů
- Kostel Panny Marie (Liebfrauenkirche)
- Lutherův pomník, připomíná německého reformátora, který zde roku 1521 na říšském sněmu stál proti odpůrcům pevně za svými tezemi a pronesl slavnou větu: „Zde stojím a jinak nemohu...“ Součástí pomníku je také socha Jana Husa.
- Dómské muzeum a dómská pokladnice sídlí v biskupské rezidenci a shromažďují nejvýznamnější památky chrámového umění.
- Muzeum Nibelungů, moderní multimediální muzeum věnující se germánské mytologii.
- Dům umění Heylshof, se sbírkami gotického a renesančního umění. Nejslavnějším dílem sbírky malby je Rubensova Matka s dítětem.
- Židovské muzeum s archívem, synagoga a rituální lázeň mikve stojí v severovýchodní části města při hradbě. Čtvrť bývala známá jako Malý Jeruzalém, působil zde pravděpodobně nejvýznamnější rabín všech dob, komentátor talmudu, Raši a také významný učenec Jair Chajim Bacharach z Moravy. Dále vně hradeb je bývalý židovský hřbitov.

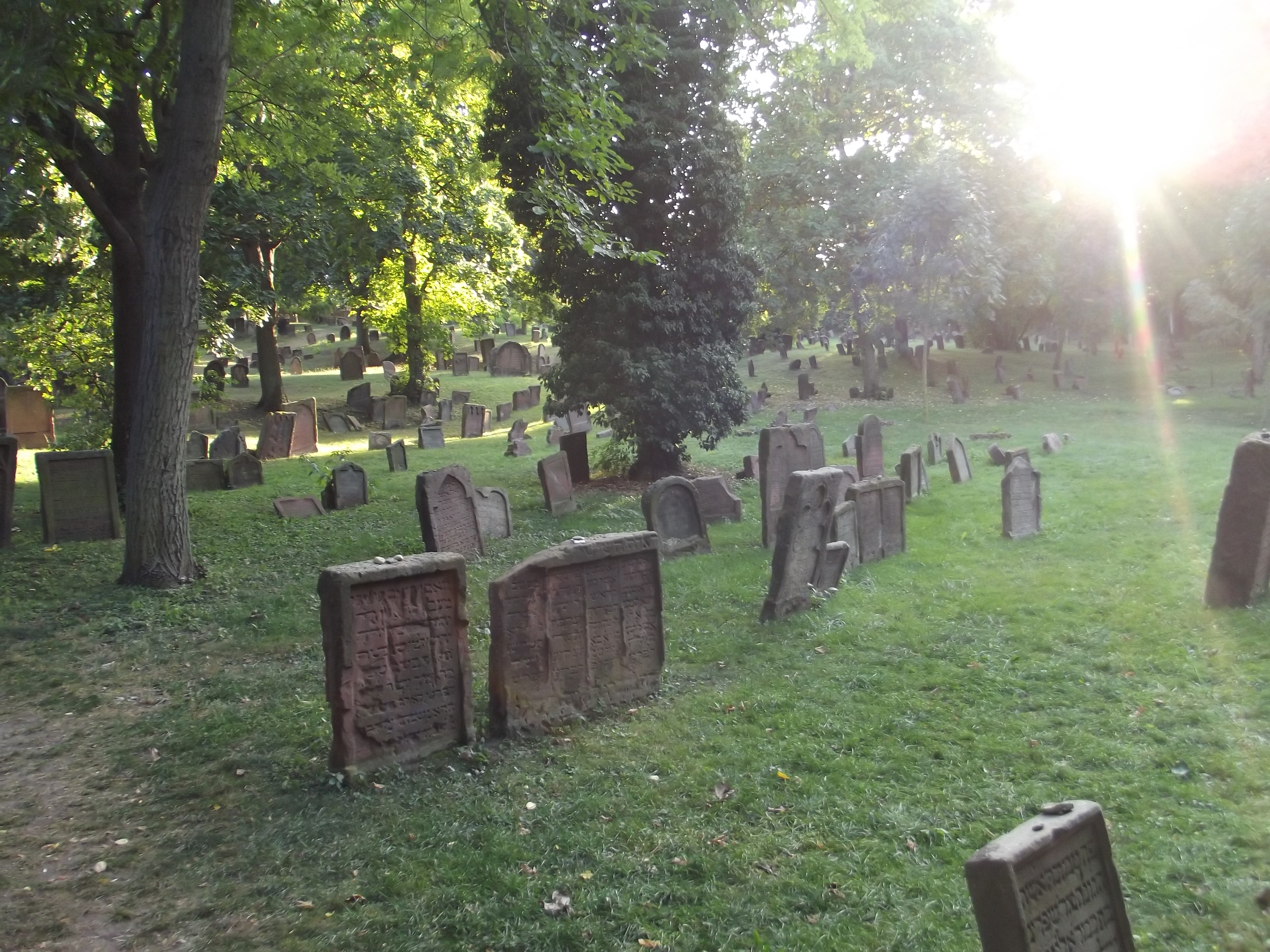
Židovský hřbitov pocházející z 11. století

## Partnerská města
- Auxerre, Francie
- Budyšín, Německo
- Mobile, USA
- Parma, Itálie
- St Albans, Spojené království
- Tiberias, Izrael

## Významní rodáci
- Samuel Adler (1809–1891), významný reformovaný rabín
- Rudolf (Rudi) Stephan (1887-1915), německý skladatel[2]
- Friedrich Gernsheim (1839–1916), skladatel, klavírista, houslista
- Eliezer Ben Jehuda – rabín, jeden za zakladatelů aškenázského chasidismu.[3]
- Vladimir Kagan (* 1927), návrhář žijící v USA
- Timo Hildebrand (* 1979), bývalý německý fotbalový reprezentant